# Panique dans la baignoire
Panique dans la baignoire (« Panic in Box C » dans l'édition originale américaine) est un roman policier de John Dickson Carr publié en octobre 1966. Le roman, qui est le 22e et avant-dernier de la série mettant en scène le personnage du Dr Gideon Fell, présente deux énigmes en chambre close, celles-ci étant d'une part le pont d'un navire et d'autre part une loge de théâtre.
L'énigme principale à résoudre est la suivante : sachant que la victime, qui assistait à une représentation théâtrale et qui a été transpercée par un carreau d'arbalète tiré dans le dos, a-t-elle pu être tuée, alors que sa loge était fermée de l'intérieur et que tous les suspects avaient un alibi ?
Le titre est lié au fait que Margery se retire dans une loge de théâtre : la loge est surnommée « baignoire » en argot français.

## Principaux personnages
- La victime
  - Margery Vane, devenue par mariage « Lady Tiverton » : actrice de théâtre.

- Les enquêteurs
  - Gideon Fell : érudit ; enquêteur privé.
  - Philip Knox : ami de Gideon Fell.
  - Spinelli : policier.

- Suspects et autres personnages importants
  - John Fosdick : comédien.
  - Barry Plunkett et Ann Winfield : chefs d'une compagnie théâtrale.
  - Lawrence (« Larry ») Porter : secrétaire et amant de Margery Vane.
  - Elizabeth (« Bess ») Harkness : dame de compagnie de Margery Vane.
  - Judy : ex-épouse de Philip Knox.

## Résumé

### Mise en place de l'intrigue
Se trouvant à bord du navire L'Illyria qui effectue le trajet Londres-New York afin de donner une conférence dans cette ville, le docteur Fell croise la route de Margery Vane, une ancienne actrice. Durant la traversée, quelqu'un tire un coup de feu dans sa direction, mais l'actrice n'est pas blessée.
Plus tard, à New York, alors qu'elle assiste à la « première » d'une pièce de théâtre, Margery Vane est assassinée durant la représentation alors qu'elle se trouve dans la loge « C », au troisième étage des loges. Elle reçoit dans le dos un carreau d'arbalète qui s'est fiché dans son dos. Quand on accède à sa loge depuis l'extérieur, elle est morte d'une hémorragie.
Le problème est que la loge était fermée de l'intérieur et que personne ne semble y être entré durant la représentation.

### Enquête policière
L'enquête s'avère d'autant plus compliquée que les quelques suspects potentiels ont tous un alibi. Par ailleurs, les quelques suspects potentiels pour la tentative d'assassinat sur le navire ne sont pas impliqués dans la tentative d'assassinat au théâtre, et vice-versa.
Par ailleurs, bizarrement on retrouve en contrebas de la loge « C » un collier et un bracelet qui semblent n'appartenir à personne.

### Dénouement et révélations finales
Il faut distinguer la scène s'étant déroulée sur le navire de celle de l'assassinat dans le théâtre.
Se trouvant par hasard sur L'Illyria, John Fosdick, comédien renvoyé par Margery Vane, avait tiré le coup de feu dans sa direction. Il s'était peu après suicidé.
Elizabeth Harkness, la dame de compagnie de Margery Vane, était amoureuse de Fosdick. Elle a assassiné Margery Vane pour se venger. Durant la représentation, dans l'obscurité, elle a laissé son manteau, son chapeau et sa cigarette allumée pour faire croire qu'elle restait à sa place ; elle est montée à la loge D (située juste au-dessus de la loge C) et a jeté le collier et le bracelet devant Margery, qui s'est penchée par dessus la rambarde de la loge en les voyant tomber. Elizabeth Harkness a lâché le lourd carreau d'arbalète qui, tel un poignard tombant au sol par l'effet de la gravité, s'est fiché dans le dos de la victime.

## Autour du roman
Margery se retire dans la loge C, où 40 ans plus tôt, son mari était décédé.
Selon Roland Lacourbe, dans John Dickson Carr : scribe du miracle, éd. Encrage, 1997, p. 304, le modus operandi est le même que celui utilisé par le criminel dans la nouvelle Le Rideau d'argent.

## Éditions
- Édition française
  - Éditions du Masque no 2221, octobre 1995.

## Source bibliographique
- Roland Lacourbe, John Dickson Carr : scribe du miracle. Inventaire d'une œuvre, éd. Encrage, Amiens, 1997, p. 61-62 et p. 304.